# Will Allen
Will D. Allen (Syracuse, 5 agosto 1978) è un ex giocatore di football americano statunitense che ha militato nel ruolo di cornerback nella National Football League (NFL).

## Carriera

### New York Giants
Al college Allen giocò a football a Syracuse. Fu scelto come ventiduesimo assoluto nel Draft NFL 2001 dai New York Giants.  Vi giocò fino alla stagione 2005, dopo di che i Giants optarono per acquisire il free agent Sam Madison piuttosto che offrirgli un nuovo contratto. Anche se Allen non giocò male, faticò nel mettere a segno degli intercetti (ne ebbe solo quattro dopo la sua stagione da rookie).

### Miami Dolphins

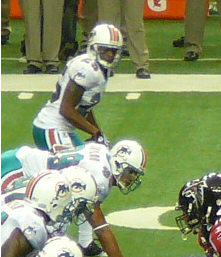
Allen e Jason Taylor contro gli Atlanta Falcons

Il 19 marzo 2006 Allen firmò un contratto quadriennale da 12 milioni di dollari con i Miami Dolphins. Anche se faticò ancora nel fare registrare intercetti, si costruì una reputazione come uno dei migliori cornerback in copertura.
Nel 2008 Allen mise a segno tre intercetti, il secondo dei quali ritornato nel primo touchdown in carriera nella vittoria sui Denver Broncos. L'ultimo intercetto stagionale fu nella settimana 14 nella vittoria sui Buffalo Bills.
Il 26 maggio 2009 Allen firmò un nuovo contratto da 16,2 milioni di dollari fino al 2011 che includeva 10 milioni garantiti. Nella settimana 6 contro i New Orleans Saints si ruppe il legamento crociato anteriore, chiudendo la stagione in lista infortunati.
Allen fu arrestato il 20 febbraio 2010 mentre era alla guida della sua Ferrari a Miami Beach sotto l'effetto di bevande alcoliche. Secondo il rapporto fu fermato a un posto di blocco e invece di arrestare la vettura continuò a guidare verso un'auto della polizia, fermandosi a pochi passi da essa.
Allen fu inserito in lista infortunati il 5 settembre per un problema a un ginocchio, una settimana prima dell'inizio della stagione regolare.
Successivamente Allen ristrutturò il suo contratto con la squadra: avrebbe dovuto guadagnare 5,5 milioni di dollari nel 2011 ma accettò una riduzione salariale. Alla sua undicesima stagione lottò contro gli infortuni e fu il nickelback della squadra dietro a Vontae Davis e Sean Smith.
Il 3 settembre 2011 i Dolphins svincolarono Allen. Tuttavia rifirmò undici giorni dopo quando Miami svincolò Benny Sapp.

### New England Patriots
Allen firmò con i New England Patriots il 21 marzo 2012 un contratto di un anno al minimo salariale. Fu inserito in lista infortunati il 27 agosto 2012.

## Problemi legali
Nel 2015 Allen fu arrestato e accusato di avere condotto uno schema Ponzi da 35 milioni di dollari. Tale schema prevedeva di concedere mutui ad atleti professionisti. Assieme alla sua partner Susan Daub furono dichiarati colpevoli di frode federale, cospirazione e riciclaggio di denaro. Nel marzo 2017 fu condannato a sei anni di prigione e a restituire 16,8 milioni di dollari.